# Alasdair Morgan
Pour les articles homonymes, voir Morgan.
Alasdair Neil Morgan (né le 21 avril 1945) est un homme politique du Parti national écossais (SNP). Il est chef adjoint du SNP de 1990 à 1991 et siège à la Chambre des communes britannique comme député de Galloway et d'Upper Nithsdale de 1997 à 2001. Il est élu en 1999 en tant que membre du Parlement écossais (MSP) pour Galloway et Upper Nithsdale. De 2003 à 2011, il est député de la région du sud de l'Écosse.
Morgan est vice-président du Parlement écossais de 2007 à 2011.

## Jeunesse et carrière
Morgan est né à Aberfeldy et fait ses études à la Breadalbane Academy et à l'Université de Glasgow, où il obtient en 1968 une maîtrise en mathématiques et en Économie politique. De 1971 à 1974, il travaille comme professeur de mathématiques à l'Académie de Linlithgow et par la suite à l'école secondaire Douglas Ewart. Il est diplômé de l'Open University avec un baccalauréat ès arts en 1990.
Il est employé comme programmeur logiciel chez Shell de 1974 à 1980, puis comme analyste de systèmes chez General Electric de 1980 à 1984. Il travaille ensuite comme chef d'équipe des systèmes informatiques au Conseil régional de Fife (1984-1986), au Conseil régional de Lothian (1986-1996) et au Conseil de West Lothian (1996-1997).

## Carrière politique
Morgan rejoint le Parti national écossais en 1974. Il est trésorier national du SNP de 1983 à 1990, date à laquelle il est élu vice-président principal (chef adjoint) lors de la même élection qui voit Alex Salmond élu pour la première fois chef du Parti national écossais. Morgan est battu par Jim Sillars (en) lors des élections à la direction adjointe l'année suivante, mais est secrétaire national de 1992 à 1997. Au cours de la même année, il est élu comme l'un des vice-présidents du SNP ; un poste qu'il occupe jusqu'à ce que ces postes soient abolis dans le cadre des réformes du parti en 2004.
Il est le candidat du SNP pour la circonscription de Tayside North en 1983, Dundee West en 1987 et Dumfries en 1992.
Morgan est élu député de Galloway et Upper Nithsdale aux élections générales de 1997 et est membre du comité spécial du commerce et de l'industrie et chef du groupe parlementaire SNP à la Chambre des communes de 1999 à 2001. Morgan ne se représente pas aux élections générales de 2001.
Il est élu membre du Parlement écossais (MSP) pour Galloway et Upper Nithsdale en 1999, avec une majorité de 3 201 voix. Il est président de la commission de la justice et des affaires intérieures de 2000 à 2001. Lors des élections parlementaires écossaises de 2003, il perd de justesse son siège de circonscription au profit d'Alex Fergusson du Parti conservateur écossais par seulement 99 voix. Cependant, il est élu député de liste pour la région du sud de l'Écosse. En 2007, il est réélu par la liste régionale.
Morgan est président du comité des entreprises et de la culture de 2003 à 2004, président du groupe parlementaire SNP de 2003 à 2005, et whip en chef du SNP de 2005 à 2007. Morgan est vice-président du Parlement écossais de 2007 à 2011. Il prend sa retraite en tant que député écossais lors des élections parlementaires écossaises de 2011. En mai 2014, il est nommé commissaire électoral.

## Vie privée
Morgan est marié et a deux filles. Il vit à Dunfermline, Fife.